# Marco Aurelio
Marco Aurelio Antonino (en latín: Marcus Aurelius Antoninus; Roma, 26 de abril de 121-Vindobona o Sirmio, 17 de marzo de 180), conocido como Marco Aurelio, fue un emperador del Imperio romano desde el año 161 hasta el año de su muerte, en 180. Fue el último de los llamados Cinco Buenos Emperadores, tercero de los emperadores procedentes de una familia de antiguos colonos itálicos asentados en la provincia de Baetica, y está considerado como una de las figuras más representativas de la filosofía estoica. Marco Aurelio y Lucio Vero fueron hijos adoptivos de Antonino Pío por mandato de Adriano, y fueron también coemperadores del Imperio.
Su gobierno estuvo marcado por los conflictos militares en Asia, frente a un revitalizado Imperio parto, y en Germania Superior, frente a las tribus bárbaras asentadas a lo largo del Limes Germanicus, en la Galia y a lo largo del Danubio. Durante el período de su imperio tuvo que hacer frente a una revuelta en las provincias del este liderada por Avidio Casio, la cual aplastó. Gobernó brevemente en solitario tras la muerte de Lucio Vero como consecuencia de la Peste antonina en 169, aunque desde 177 gobernó junto a su hijo Cómodo, quien le sucedería.
La gran obra de Marco Aurelio, Meditaciones, escrita en griego helenístico durante las campañas de la década de 170, todavía está considerada como un monumento al gobierno perfecto. Se la suele describir como «una obra escrita de manera exquisita y con infinita ternura».

### Familia
Era el único heredero varón del político Marco Annio Vero y Domicia Lucila. Fruto de este matrimonio nació también su hermana menor, Annia Cornificia Faustina, la cual era aproximadamente dos años más joven que él. Domicia Lucila procedía de una rica y poderosa familia de rango consular, mientras que el padre de Marco Aurelio procedía de una familia de colonos itálicos pertenecientes a una rama de la gens Annia, oriundos de 
Setia (ciudad del Lacio, en Italia), pero asentados en la provincia de Hispania Baetica y más precisamente en Ucubi (actual Espejo, Córdoba);
 su padre, habiendo entrado en el Senado romano, había ostentado el cargo de pretor y había muerto cuando su hijo tenía tres años de edad. Cuando ascendió al trono, Marco Aurelio siempre alegó que su madre le había enseñado que era posible vivir sin ostentación (Meditaciones, 1.3.).
Su tía abuela paterna era Vibia Sabina, mujer del emperador Adriano. Rupilia Faustina, abuela paterna de Marco Aurelio, y Vibia Sabina eran hermanastras, ambas hijas de Matidia la Mayor, sobrina del emperador Trajano.
Tras la muerte de su padre, fue adoptado y designado heredero por su madre y por su abuelo paterno, Marco Annio Vero. Vero murió en el año 138, cuando Marco Aurelio tenía diecinueve años de edad.

## Heredero del Imperio

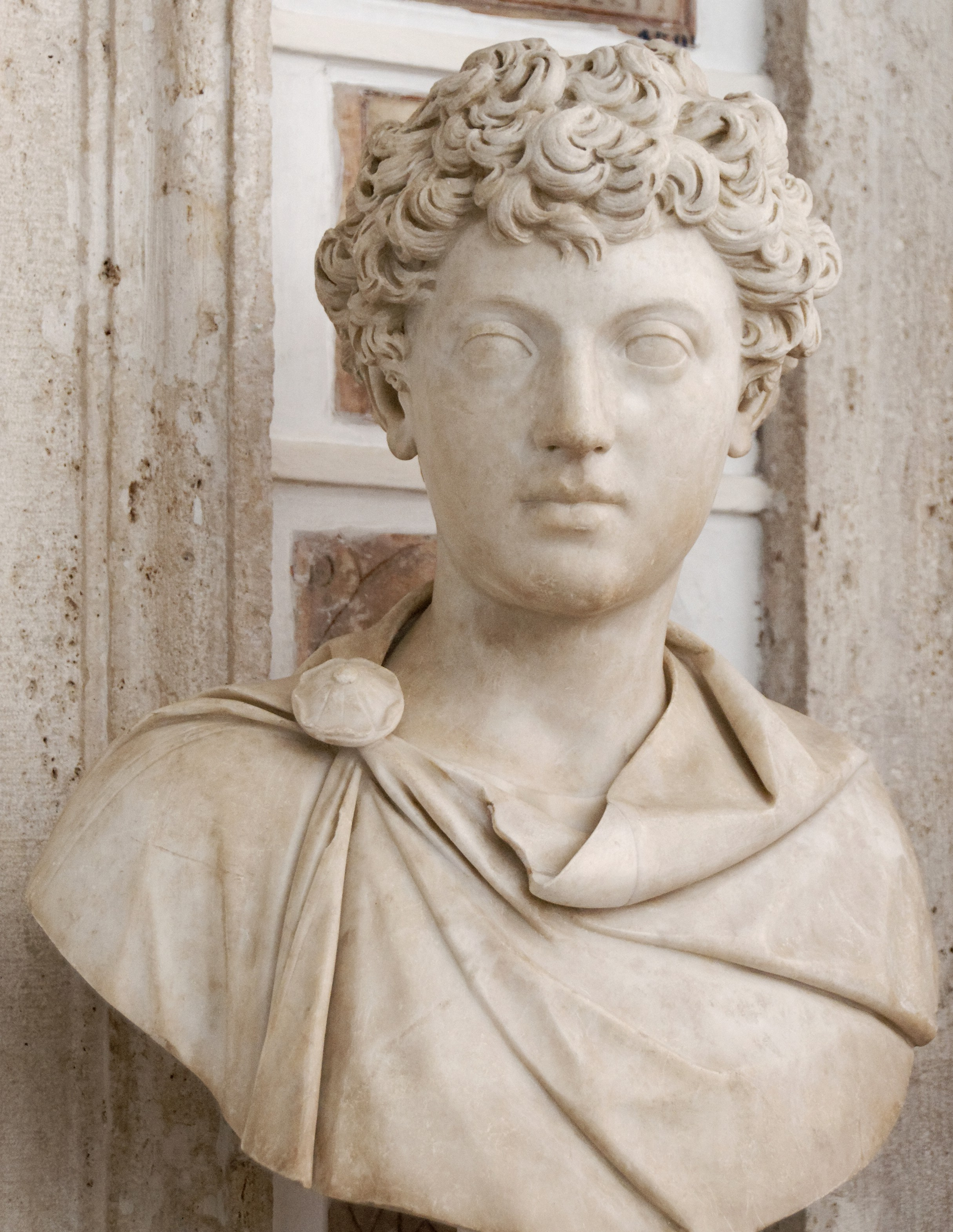
Busto del joven Marco Aurelio, Roma.

En el año 136, el emperador Adriano designó como su heredero a Lucio Ceionio Cómodo, conocido comúnmente con el nombre de Lucio Elio César. Por su parte, Marco Aurelio había atraído la atención de Adriano, que le apodó cariñosamente verissimus. Este término podría traducirse como honesto. Cuando el joven noble tenía seis años, fue el propio emperador Adriano el que gestionó su ingreso en el ordo equester. Posteriormente, Marco Aurelio fue prometido en matrimonio con la hija de Elio César, Ceionia Fabia. Sin embargo, tras la muerte de Elio el compromiso fue anulado y Marco Aurelio se prometió con la hija de Antonino.
Adriano, al morir su hijo adoptivo, Lucio Elio César, decidió nombrar como heredero del Imperio a Antonino Pío con la condición de que adoptara a Marco Aurelio, entonces llamado Marco Elio Aurelio Vero, y a Lucio Ceionio Cómodo, el hijo de Lucio Elio, al que posteriormente se conocería como Lucio Vero, como herederos y que les nombrara como los siguientes en la línea sucesoria.
Antonino cumplió su palabra y tras su adopción formal, les designó como sus herederos y sucesores al trono el 25 de febrero de 138, cuando Marco Aurelio tenía solamente 17 años de edad. A la edad de 40 años, Marco Aurelio ascendió finalmente al trono junto con Lucio Vero, situación que se prolongaría hasta la muerte del segundo. Historiadores modernos han teorizado que los nombramientos de Elio César y Antonino Pío como césares estaban destinados únicamente a legitimar el ascenso de los jóvenes y precoces Marco Aurelio y Lucio Vero. 
Las informaciones acerca de la vida de Marco Aurelio durante el reinado de Antonino Pío han llegado hasta nosotros a través de la correspondencia que mantuvo con uno de los tutores que le había asignado el finado emperador Adriano, Marco Cornelio Frontón, una relevante figura de la cultura de la época. A través de estas cartas, Marco se muestra como un hombre inteligente, centrado y trabajador. Además de su papel informador, su carácter epistolar nos muestra la creciente importancia de la filosofía en la vida del heredero del imperio: Marco Aurelio realizó pequeñas obras en griego y en latín, y llegó a convertirse en un amante de la obra del filósofo estoico Epicteto, Diatribai (Discursos). Marco Aurelio empezó también a desempeñar un papel cada vez más importante en la vida pública de Roma, aunque siempre a la sombra de Antonino. La carrera política de Marco Aurelio comenzó cuando fue designado por Antonino Pío para el consulado en los años 140, 145 y 161. Marco contaba además con gran influencia en las decisiones que tomaba el emperador. En 147 recibió un imperium proconsular, efectivo en las afueras de la capital y tribunicia potestas, el mayor poder que podía recibir alguien que no fuera el propio emperador. En el año 145 se casó con Ania Galeria Faustina, más conocida como Faustina la Menor, hija del emperador Antonino y con ello prima paterna de Marco Aurelio. Tras el matrimonio, Aurelio cambió su nombre por el de Marco Anio Vero.

## Emperador de Roma

### Ascenso al trono

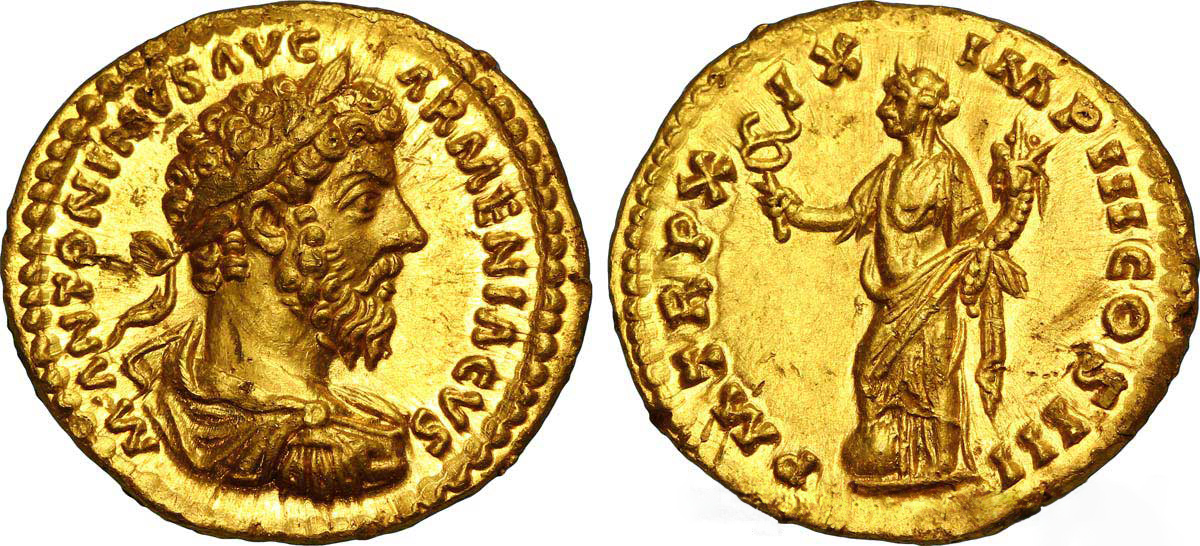
Áureo de Marco Aurelio.

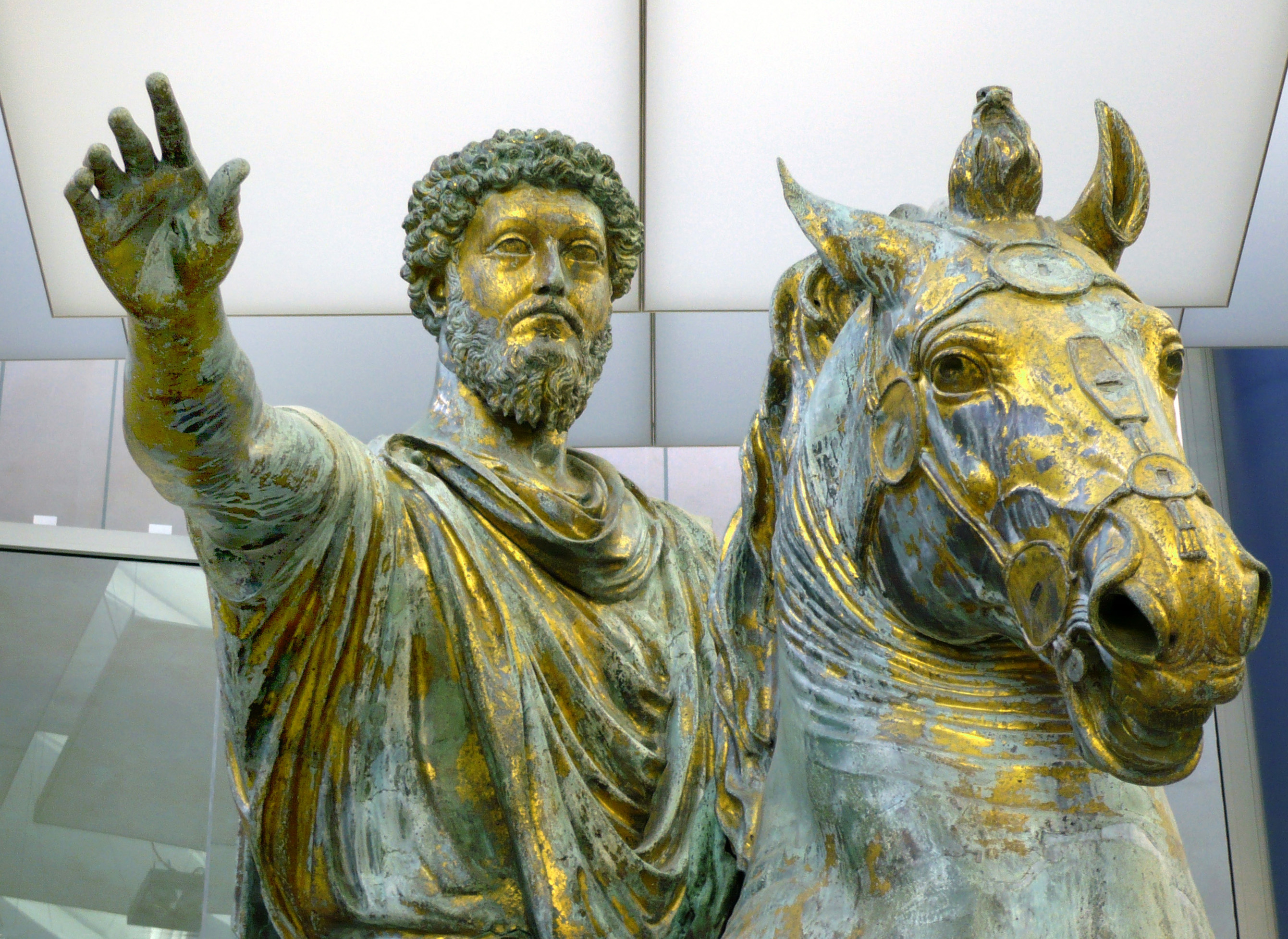
Estatua ecuestre de Marco Aurelio, Museos Capitolinos.

Cuando Antonino Pío murió el 7 de marzo de 161, Marco Aurelio aceptó el trono con la condición de que Vero y él fueran nombrados de manera conjunta Augusto. Al ser nombrado emperador, cambió de manera definitiva su nombre por el de Marco Aurelio Antonino. A pesar de esta disposición, Vero, menos popular y más joven que Marco Aurelio, aceptó un papel subordinado en el gobierno del Imperio.
La terca insistencia de Marco Aurelio en que Vero fuera elegido emperador junto a él motivó la lealtad de este hacia el primero durante toda su vida. La sucesión conjunta pudo haber sido debida a que Vero contaba con experiencia y talento militar, algo muy necesario durante el mandato de Marco Aurelio, en el que el Imperio se mantuvo constantemente en guerra con varios pueblos. Urgía una figura autoritaria y valorada entre los soldados, y Marco Aurelio no podía defender los frentes de Partia y Germania al mismo tiempo. A pesar de todo, Marco Aurelio podría haber nombrado a un general para que liderara las legiones en el este. No obstante, existía un mal precedente por el cual los generales Julio César y Vespasiano habían derrocado a sus respectivos gobiernos instalándose ellos mismos en una posición de poder incontestable. Marco Aurelio solucionó el problema enviando a Vero a comandar las legiones asentadas en Oriente. Vero constituía una figura lo suficientemente autoritaria como para garantizar la plena lealtad de las tropas, pero no era lo suficientemente poderoso como para poder aspirar a derrocar a Marco Aurelio. La maniobra del emperador salió bien y Vero se mantuvo leal hasta su muerte en una campaña del año 169. 
El imperio compartido recuerda ligeramente al sistema electivo empleado en la República Romana, en el que no se permitía a ningún hombre ostentar el poder supremo. El gobierno conjunto fue revivido por el emperador Diocleciano, durante el establecimiento de la Tetrarquía a finales del siglo III.
Al comienzo de su período, Marco Aurelio siguió el camino de sus predecesores emitiendo numerosas reformas de ley en las que limitaba los abusos de la jurisprudencia civil. Promovió sobre todo medidas favorables para los esclavos, las viudas y los menores de edad, reconociendo las relaciones de sangre en lo que respectaba a la sucesión. En derecho civil estableció una división social entre los honestiores y los humiliores ("el más distinguido" y "el menos distinguido", respectivamente).
Bajo el imperio de Marco Aurelio la situación de los cristianos se mantuvo igual que en la época de Trajano, eran legalmente más vulnerables que el resto de la plebe, pero las persecuciones se tornaron muy escasas. Cuando en el año 177, probablemente a causa de una revuelta popular, se produjeron matanzas de cristianos en la ciudad francesa de Lyon, el gobernador local le remitió una consulta sobre las medidas que debía tomar al respecto; Marco Aurelio le contestó que debía castigar solo a aquellos que no renegaran de su fe.

### Conflictos internacionales

#### Guerra con Partia

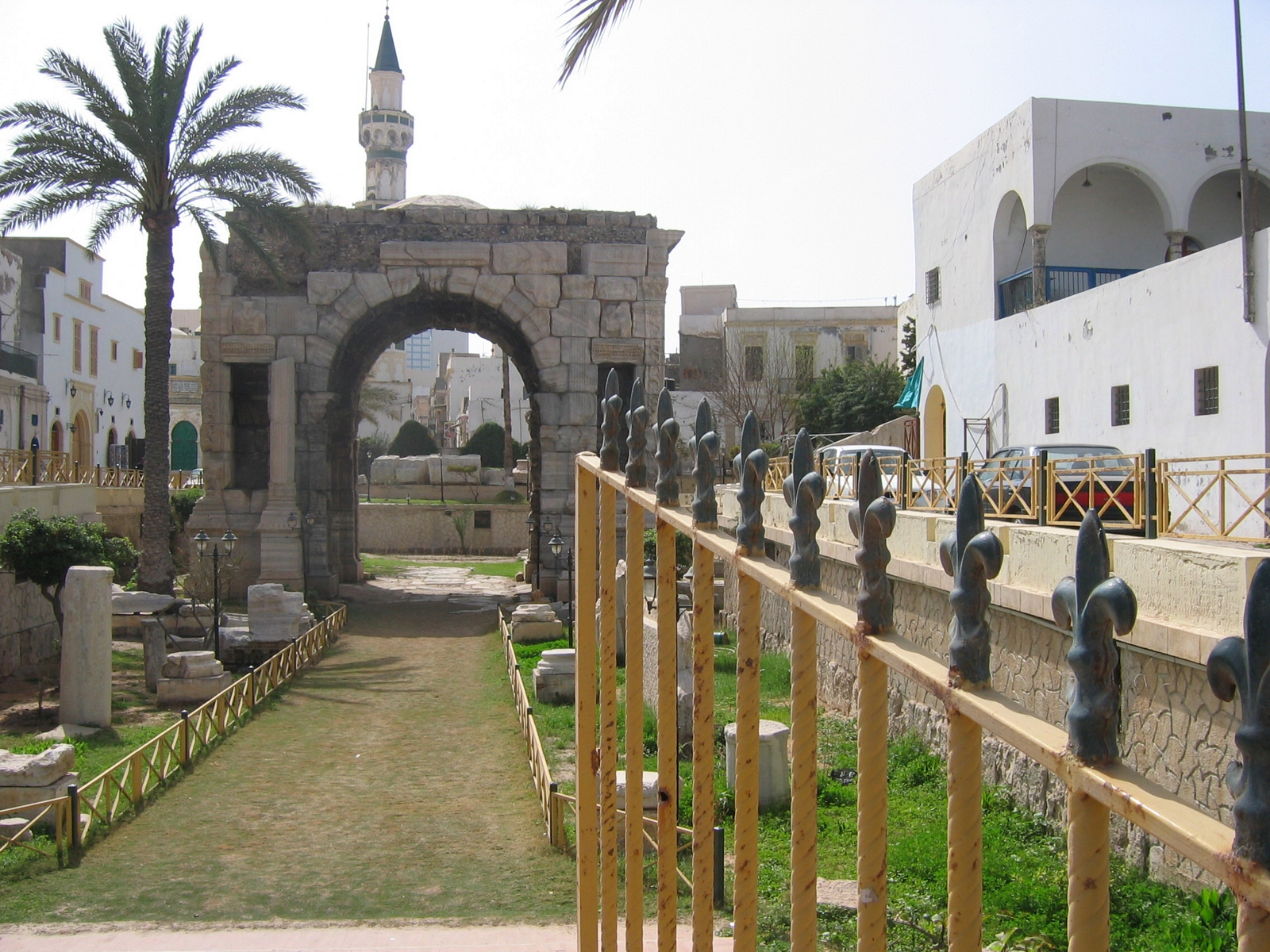
Arco de Marco Aurelio en Trípoli, erigido en memoria del emperador.

En la provincia de Asia, un revitalizado Imperio Parto renovó el asalto a las posesiones imperiales en 161. El conflicto comenzó con la derrota de dos ejércitos romanos y la invasión parta de los territorios de Armenia y Siria. Al tener noticias del inicio de las hostilidades, Marco Aurelio decidió enviar a su colega con órdenes de comandar las legiones estacionadas en Oriente y hacer frente al invasor. La guerra finalizó con éxito en el año 166, aunque el mérito de la victoria se debió exclusivamente al buen hacer de los generales subordinados de Vero, como Cayo Avidio Casio. Cuando volvió de su campaña, Vero fue recompensado con un triunfo. El desfile de la ciudad fue tremendamente inusual, ya que incluyó a los dos emperadores y toda su familia, recordando al de Tito cuando volvió de su campaña en Judea. Los dos hijos de Marco Aurelio, Cómodo y Annio Vero, fueron elevados a la categoría de César para la ocasión. 
La vuelta del ejército de Vero trajo consigo una plaga, conocida como la Plaga Antonina o la Plaga de Galeno, que se extendió por el Imperio romano entre 165 y 180. La enfermedad se tornó en una incontrolable pandemia variedad de la viruela o el sarampión y dañó de manera irreversible las vidas de los dos emperadores de la época. Lucio Vero perdió la vida en el año 169 a causa de esta plaga y Marco Aurelio vio dañada su reputación, ya que se dio el nombre de su familia (Antonina) a la plaga. Según el historiador Dión Casio la enfermedad reapareció nueve años después causando 2000 muertes diarias en Roma. Se estima que perecieron millones de personas durante esta época.

#### Germania y el Danubio

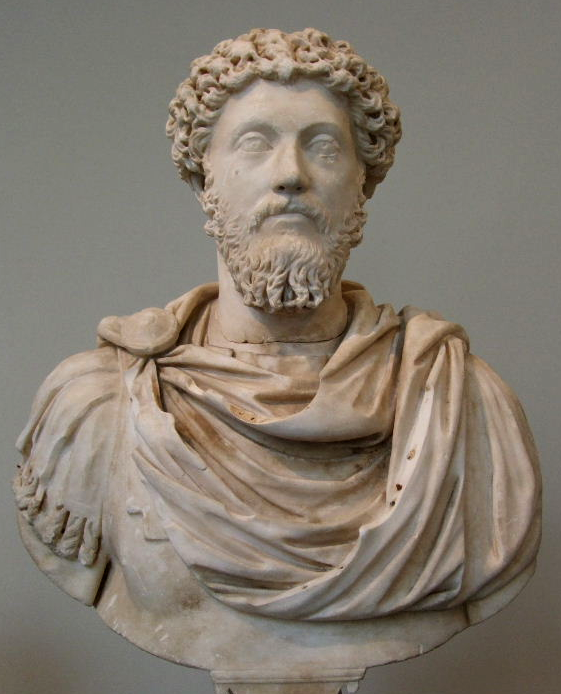
Busto de Marco Aurelio, Metropolitan Museum of Art, Nueva York.

Desde la década de 160, los pueblos germánicos y otras tribus nómadas lanzaron incursiones a lo largo de la frontera norte del Imperio, con ataques sobre todo en la Galia y a lo largo de los territorios del Danubio. Este nuevo ímpetu hacia el Oeste de estos pueblos se debía probablemente a los ataques de las tribus del lejano Oriente. Una primera invasión de los chatti en la provincia de Germania Superior fue rechazada sin problemas en 162. Más peligrosa fue otra invasión iniciada en 166, cuando los marcomanos procedentes de Bohemia, que habían sido clientes del Imperio desde el año 19, cruzaron el Danubio en compañía de los lombardos y otros pueblos germanos. Al mismo tiempo los sármatas, pueblo de origen iranio, atacaron el territorio comprendido entre los ríos Danubio y Theiss.
Dada la peligrosa situación en el este, Marco Aurelio y Vero solamente pudieron responder con una única expedición de castigo en el año 167, liderada por ellos dos. Tras la muerte de Vero en 169, Marco Aurelio dirigió personalmente las fuerzas contra los germanos, permaneciendo en este puesto gran parte de su vida. Los romanos sufrieron al menos dos derrotas a manos de los cuados y los marcomanos, que habían cruzado los Alpes amenazando Opitergium (Oderzo) y sitiando Aquilea, la ciudad más importante del noreste de Italia. Al mismo tiempo, la tribu de los costobocos emigró de sus asentamientos ubicados en los Montes Cárpatos e invadió Moesia, Macedonia y Grecia. Tras una prolongada y cruenta guerra, Marco Aurelio logró hacer retroceder a los invasores. Muchos de estos pueblos germánicos se asentaron tras su derrota en los territorios de Dacia, Panonia, Germania y la misma Italia. Esta situación no sentaba un precedente, ya que en anteriores ocasiones migraciones de pueblos bárbaros habían arrebatado territorios al Imperio. Sin embargo, el gran número de los nuevos habitantes obligó a Marco Aurelio a establecer dos nuevas provincias en la orilla occidental del Danubio, Sarmatia y Marcomania, que incluyen lo que hoy en día son Bohemia y Hungría.
Tras la victoria sobre los germanos, el emperador pudo concentrar sus esfuerzos en aplastar una revuelta en Oriente liderada por el general Avidio Casio (año 175). El general rebelde había sido engañado con falsas informaciones de que el emperador Marco Aurelio había muerto tras una larga enfermedad. Todas las provincias orientales, excepto Capadocia y Bitinia, se posicionaron del lado de los rebeldes. Sin embargo, cuando llegaron noticias de que Marco Aurelio estaba vivo, la suerte de Casio cambió y fue rápidamente ejecutado por sus propias tropas tras haber permanecido solo cien días en el poder.
Con el fin de restablecer la maltrecha fama del Imperio en las provincias orientales, Marco Aurelio realizó una gira por allí junto a su mujer Faustina. Visitó Atenas, declarándose ante sus habitantes como un protector de la filosofía: con el objeto de recuperar dicha ciudad como centro de la cultura filosófica, en 176 fundó cuatro cátedras imperiales costeadas por el erario público para enseñar las cuatro doctrinas tradicionales (platonismo, aristotelismo, epicureísmo y estoicismo). Tras su triunfo en Roma, marchó al año siguiente hacia la frontera del Danubio, donde logró una decisiva victoria contra los germanos. Tras su victoria, la anexión de los territorios de Bohemia parecía inminente; sin embargo, los preparativos de la invasión final se vieron detenidos cuando Marco Aurelio volvió a caer enfermo de viruela en el año 180.

## Muerte y sucesión

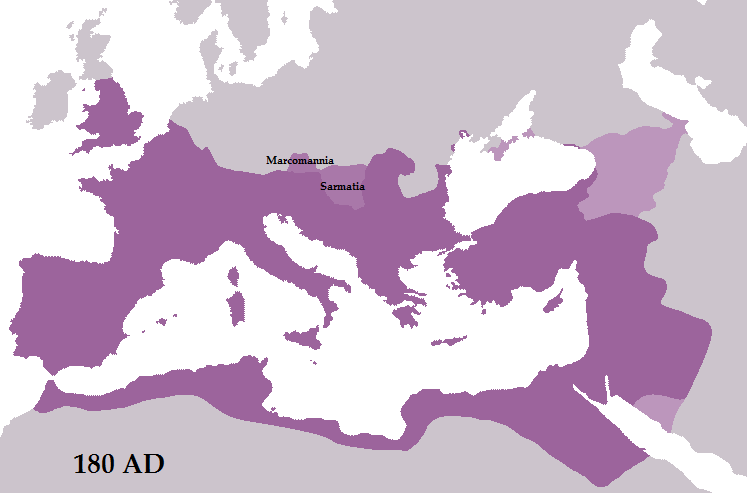
El Imperio romano al final del reinado de Marco Aurelio, en 180

Marco Aurelio murió el 17 de marzo de 180 en la ciudad de Vindobona (moderna Viena), en compañía de su hijo y sucesor Cómodo. Tras su muerte fue deificado y sus cenizas se transportaron a Roma, donde permanecieron en el Mausoleo de Adriano (moderno Castillo de Sant'Angelo), hasta el saqueo visigodo de la ciudad en el año 410. Se construyó además una columna conmemorando sus victorias contra los sármatas y los germanos.
A su muerte, Marco Aurelio fue capaz de asegurar la sucesión de su hijo Cómodo, al que nombró César en 166 y con el que compartió el gobierno del Imperio desde el año 177. Sin embargo, al final esta decisión se tornaría muy poco afortunada. Este nombramiento, que puso fin a una serie de «emperadores adoptivos», fue criticado posteriormente por una serie de historiadores, debido sobre todo a que Cómodo se convirtió en un líder político y militar paranoico, tremendamente egoísta y afectado por problemas neuróticos. Por esta razón, la muerte de Marco Aurelio ha sido considerada como el fin de la época de mayor prosperidad del Imperio, conocida como Pax Romana. Es posible que la elección de Cómodo se debiera a la ausencia de otros candidatos o al miedo de que una sucesión incierta diera pie a una guerra civil.

## Matrimonio y descendencia

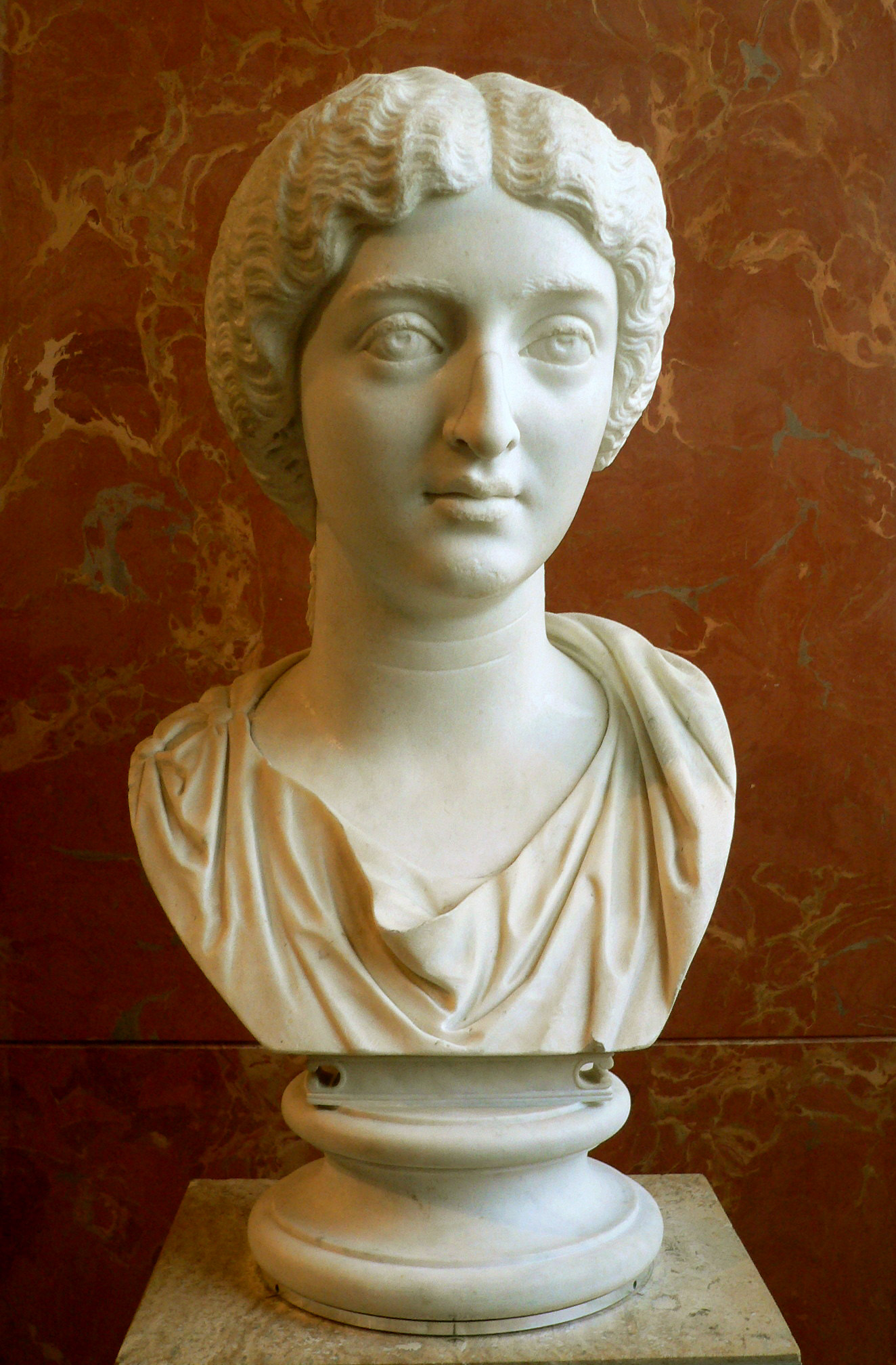
Busto de Faustina la Menor, Museo del Louvre, París.

Marco Aurelio contrajo matrimonio con Faustina la Menor en 145. Durante sus treinta años de matrimonio, Faustina dio a luz a trece niños, de los cuales solo un varón y cuatro mujeres sobrevivieron a su padre:
- Annia Aurelia Galeria Faustina (147-165)
- Gemelo de Lucila (muerto alrededor de 150)
- Annia Aurelia Galeria Lucila (148/50-182), casada con el coemperador de su padre, Lucio Vero
- Tito Elio Aurelio (nacido en 150-fallecido antes del 7 de marzo de 161)
- Adriano (nacido en 152-fallecido antes del 7 de marzo de 161)
- Domicia Faustina (nacida en 150-fallecida antes del 7 de marzo de 161)
- Aurelia Fadila (nacida en 159-fallecida antes de 192)
- Annia Cornificia Faustina la Menor (nacida en 160-fallecida durante el reinado del emperador Caracalla (211–217)
- Tito Aurelio Fulvo Antonino (161-165)
- Lucio Aurelio Cómodo Antonino, que posteriormente se convertiría en emperador (161–192)
- Marco Annio Vero César (162-169)
- Vibia Aurelia Sabina (170-fallecida antes de 217)

## Obra literaria
Al tiempo que luchaba en las campañas de los años 170 y 180, Aurelio escribió sus Meditaciones como fuente para su guía y mejora personal. El emperador había sido sacerdote en los altares de sacrificio romano y era un convencido patriota. Sus notas son representativas de una mente lógica y de un pensamiento filosófico y espiritual acorde con el estoicismo, y en consonancia con los principales estoicos de raíz bética cordobesa: Séneca, Lucano, Helvia, Novato, etc. Sus Meditaciones están consideradas como un monumento literario a un gobierno al servicio del deber. Es una obra que ha sido elogiada por su exquisito acento y dulzura. Como muchos de los emperadores de Roma, Marco Aurelio fue amado por su pueblo.

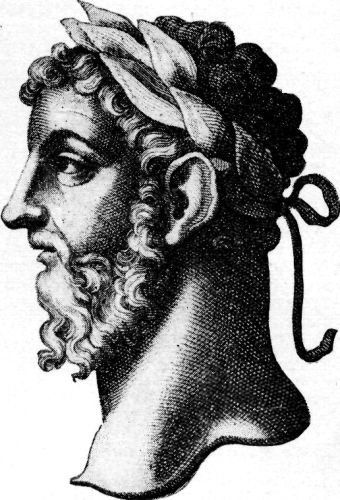
Representación de Marco Aurelio en la edición traducida de George Long Pensamientos de Marco Aurelio Antonino.

El libro fue publicado por primera vez en el año 1558 en Zúrich, transcrito de un manuscrito que hoy en día se ha perdido. La copia del manuscrito perdido se encuentra en los Museos Vaticanos.
La importancia de la muerte estaba cargada de gran significado en la filosofía estoica, aunque no creía en la vida después de la muerte. En una de sus obras, Marco Aurelio escribe: 

«Vivimos por un instante, sólo para caer en el completo olvido y el vacío infinito de tiempo de esta parte de nuestra existencia." "Piensa en lo que han hecho, tras pasar una vida de implacable enemistad, sospecha, odio... ahora están muertos y reducidos a cenizas».

 Según Marco Aurelio todo acaba cayendo en el olvido, incluso las leyendas. 

«La vida del hombre es una simple duración, un punto en el tiempo, su contenido una corriente de distancia, la composición del cuerpo propensa a la descomposición, el alma un vórtice, la fortuna incalculable y la fama incierta. Las cosas del cuerpo son como un río y las cosas del alma como un sueño de vapor, la vida es una guerra y la fama después de la muerte, solo olvido». «Todo lo existente se desintegra y todo lo creado por la naturaleza está destinado a morir». «La duración de la vida de cada uno es irrelevante, un paso para ver el enorme abismo de tiempo detrás de ti y antes de ti en otro infinito por venir. En esta eternidad de la vida de un bebé de tres días y la vida de un Néstor de tres siglos se funden como uno solo». «Los deseos conducen a la permanente preocupación y decepción, ya que todo lo que se desea de este mundo es miserable y corrupto».

 Para Marco Aurelio la muerte es deseable, ya que pone fin a todos los deseos.
A pesar de estas reflexiones sobre la vida y la muerte, Marco Aurelio fue un defensor racional de la virtud. Según Jonathan Dollimore, Marco Aurelio tenía una especie de indiferencia hacia las brutalidades en la vida. Como emperador, persiguió a los cristianos y dirigió con frecuencia ejércitos en las campañas militares. Su misma forma de gobernar justifica el hecho de que cuando escribe minusvalore o haga ver la insignificancia de los asuntos mundanos.

## Representaciones en el arte

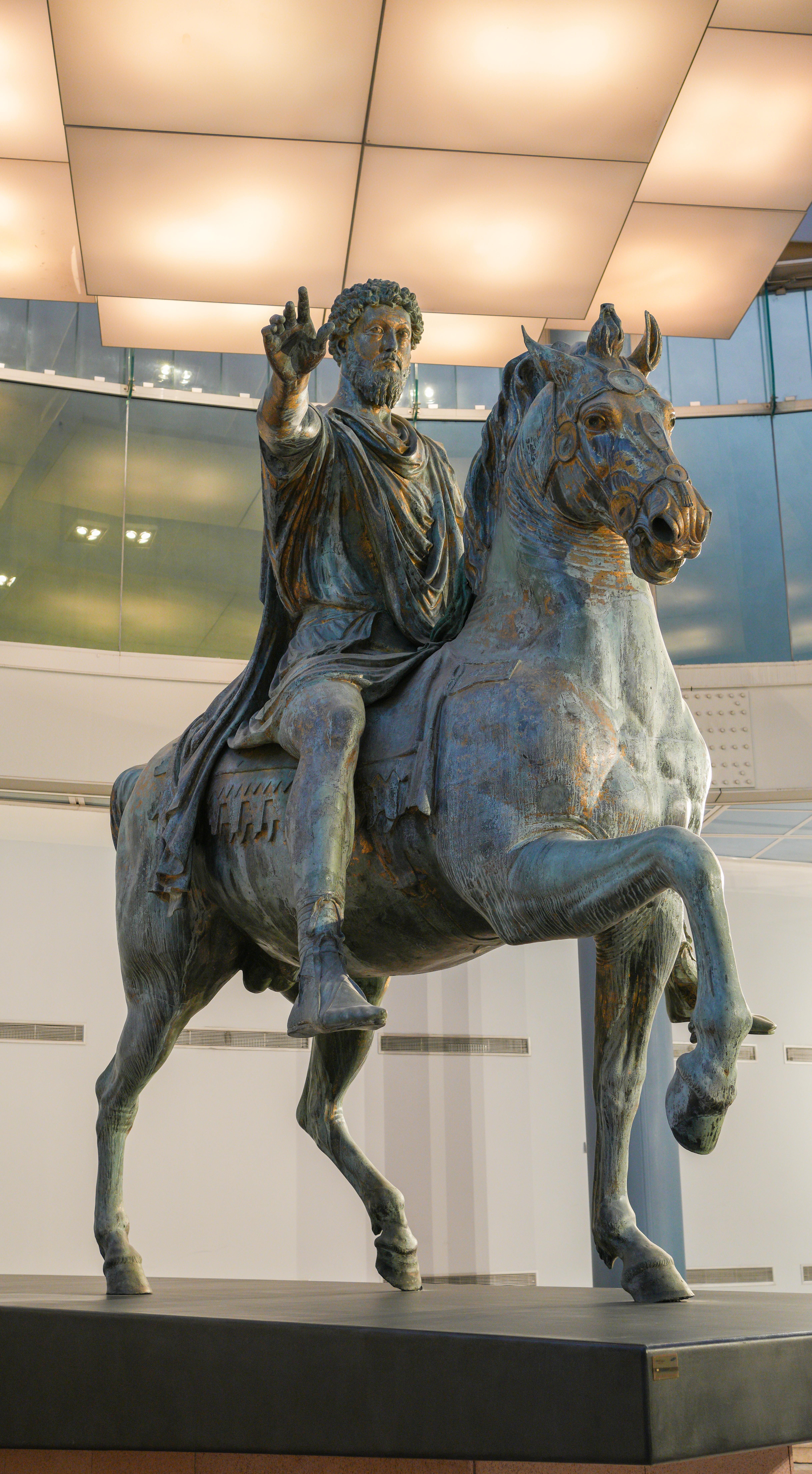
Estatua ecuestre de bronce de Marco Aurelio. Museo Capitolino, Roma.

Existe una estatua ecuestre en bronce de Marco Aurelio que durante la Edad Media había permanecido en el Palacio de Letrán en Roma. En 1538 fue reubicada en la plaza del Campidoglio, en la Colina Capitolina. Actualmente, el original se encuentra dentro del Museo Capitolino, mientras en la plaza se exhibe una copia de la misma.

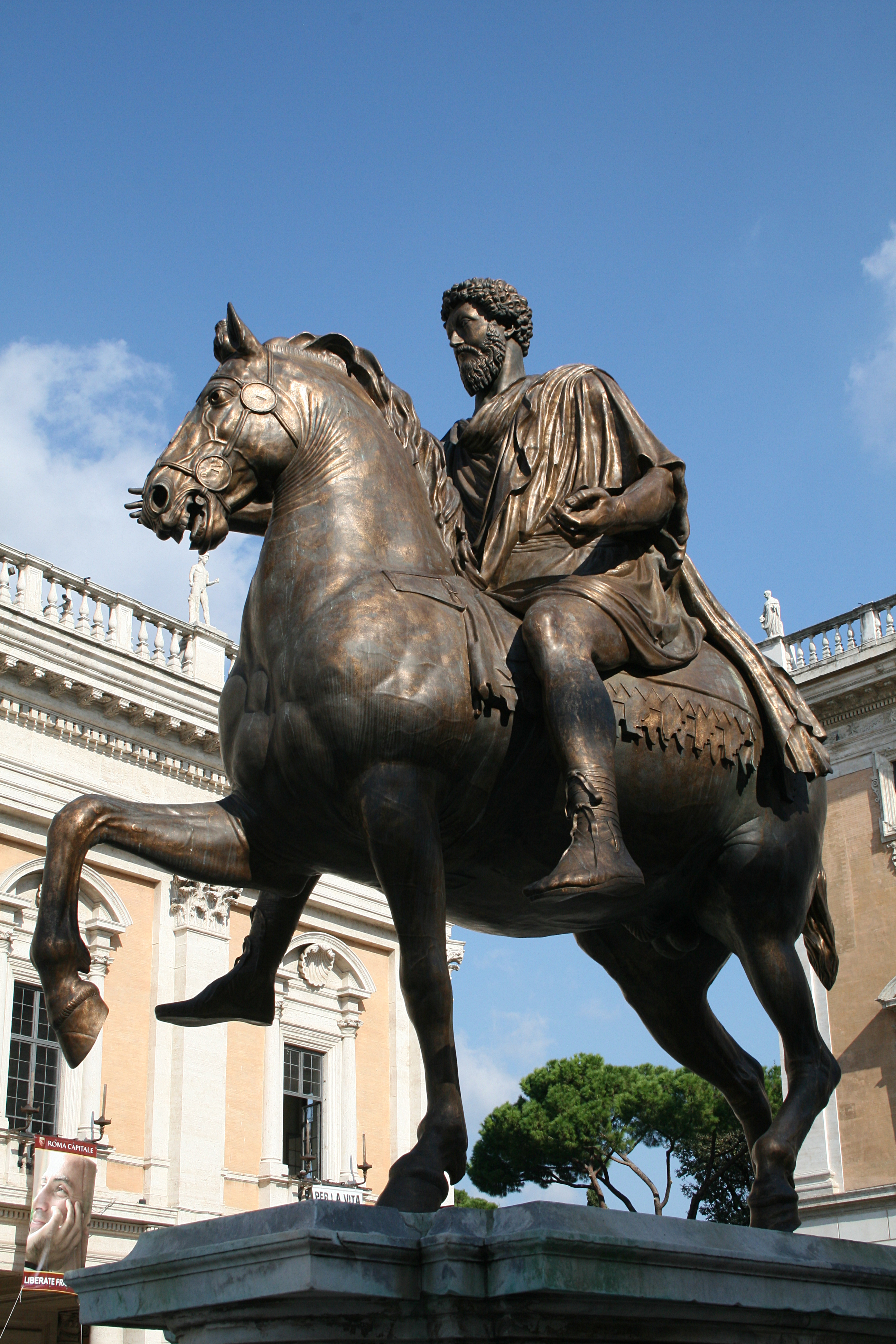
Estatua de Marco Aurelio en la Piazza del Campidoglio.

Se trata de la única estatua de bronce que perdura de un emperador romano de la época precristiana; la razón para su supervivencia es que, después de la conversión de Roma al cristianismo, cuando las estatuas de los emperadores se fundían para hacer estatuas con destino a las iglesias cristianas, se pensó, equivocadamente, que se trataba de una estatua del emperador Constantino I el Grande, quien cristianizó Roma, y por este motivo no fue destruida. Fue una de las pocas estatuas romanas que permanecieron a la vista del público durante la Edad Media. Aunque la imagen representa a un victorioso emperador, al mostrarse sin armas, Marco Aurelio parece más un pacificador que un héroe militar. Esta estatua está también representada en la moneda italiana de 50 céntimos de euro, diseñada por Roberto Mauri.

## El retorno de Marco Aurelio
En la antigua ciudad de Sagalassos, en el sur de Turquía, un equipo de arqueólogos dirigido por el profesor Marc Wealkens, de la universidad belga de Lovaina, encontró en agosto de 2008 fragmentos de mármol que conformarían una colosal estatua del emperador Marco Aurelio. Su busto pesa cerca de 30 kg y la cabeza es de aproximadamente un metro de altura.
Los restos fueron desenterrados del cuarto más grande en el baño romano de Sagalassos, parcialmente destruido durante un terremoto entre los años 540 y 620. Esta sala se usaba probablemente como frigidarium, una piscina de agua fría en la cual los asistentes podían sumergirse tras un baño caliente. En el último año, los arqueólogos hallaron en el mismo lugar fragmentos de otras esculturas colosales de Adriano y de Faustina la Mayor, esposa del emperador Antonio Pío. Por ello piensan que la sala albergaba una galería con las figuras de la dinastía Antonina, una dinastía de origen hispano que presidió el Imperio romano en el siglo II.
Marco Aurelio, que reinó desde 161 hasta 180, reflejó una visión del mundo modelada por la filosofía estoica en su obra Meditaciones. Ahora su cabeza de Sagalassos presenta marcados sus ojos saltones, que Waelkens considera significativos, pues afirma que las pupilas miran hacia arriba «como si estuviera en un acto de profunda contemplación, muy adecuado para un gobernante que era más filósofo que soldado».

## Apariciones en la literatura y en el cine
- Memorias de Adriano, de Marguerite Yourcenar (1951). Una biografía ficticia aunque plausible de uno de sus predecesores, Adriano.
- La caída del Imperio romano (1964), en la que Sir Alec Guinness interpreta el papel de Marco Aurelio.
- Household Gods, de Judith Tarr (1999). Un viaje en el tiempo a la época de Marco Aurelio. ISBN 0-613-35147-9
- Gladiator (2000), película de Ridley Scott, donde el papel de Marco Aurelio está interpretado por el actor Richard Harris.
- The Silence of the Lambs (1991), película de Jonathan Demme, Sir Anthony Hopkins, quien interpreta el papel del asesino en serie Hannibal Lecter cita brevemente las Meditaciones de Marco Aurelio.
- Black Sails (2014), serie de Jonathan E. Steinberg y Robert Levineen, en la que se cita un fragmento de las Meditaciones de Marco Aurelio.